# Emma Zimmer
Pour les articles homonymes, voir Zimmer.
Emma Zimmer, née le 14 août 1888 à Schlüchtern (Allemagne), morte le 20 septembre 1948 à Hamelin (Allemagne), était une responsable de camp de concentration durant la Seconde Guerre mondiale.

## Biographie
Emma Zimmer est née Emma Mezel à Schlüchtern (Hesse), une ville d'Allemagne. C'est le 1er juin 1943 qu'elle obtient son poste de responsable féminine dans le camp de concentration de Ravensbrück. Elle a été garde dans le bunker de Ravensbrück, et était connue dans le camp pour sa brutalité et son sadisme, à l'instar de la gardienne Dorothea Binz et du responsable de la main d'œuvre Hans Pflaum. 
En janvier 1945, les nazis écartent Emma Zimmer de son poste en raison de son âge avancé (les femmes admises devant être âgées de dix-huit à vingt quatre ans) ou en raison de son alcoolisme chronique. 
Emma Zimmer a été jugée au septième procès de Ravensbrück et a été condamnée à mort pour crimes de guerre. Elle a été exécutée par pendaison le 20 septembre 1948.